# Frank Knox

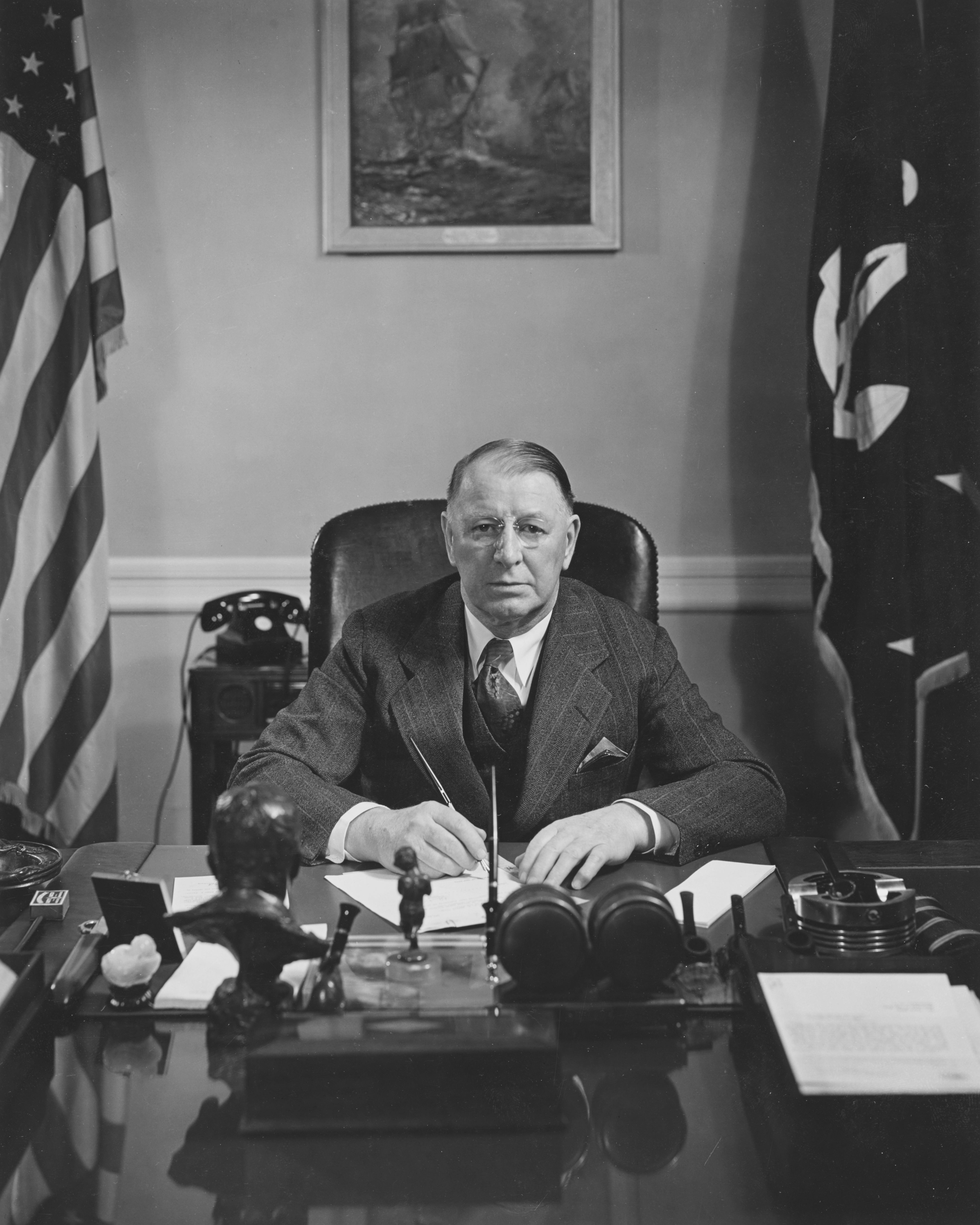
Frank Knox

William Franklin "Frank" Knox, född 1 januari 1874 i Boston, död 28 april 1944 i Washington, D.C., var en amerikansk politiker och publicist. Han var republikanernas vicepresidentkandidat i presidentvalet i USA 1936. Han tjänstgjorde som USA:s marinminister under Franklin D. Roosevelt från 1940 fram till sin död.
Knox studerade vid Alma College och deltog i spansk-amerikanska kriget. Han var sedan verksam som journalist i Michigan och kom senare till att äga flera tidningar i olika delstater. Hans tidning Manchester Leader (nuvarande New Hampshire Union Leader) i New Hampshire ställde sig bakom Progressiva partiets presidentkandidat Theodore Roosevelt i presidentvalet i USA 1912. Knox tjänstgjorde som major i första världskriget.
Knox blev 1930 ansvarig utgivare för Chicago Daily News. Han var Alf Landons vicepresidentkandidat i presidentvalet 1936. Republikanerna Landon och Knox förlorade stort mot Franklin D. Roosevelt och John Nance Garner. Roosevelt utnämnde 1940 Knox till marinminister. Han avled 1944 i ämbetet.
Knox var kongregationalist. Han gravsattes på Arlingtonkyrkogården.